# Šamḫat
Šamḫat (Schamchat; altbabylonisch Šamkat(um), Schamkat(um); die Üppige) ist die Bezeichnung einer mythologischen Figur im Gilgamesch-Epos, die als Vertreterin des Ḫarimtum-Standes zeitweise als Dienerin der Göttin Ištar auftritt. Der Begriff „Šamḫat“ stellt daher kein Priesteramt dar, sondern umschreibt Ištars sexuelle Libido. Die in der Übersetzung des Gilgamesch-Epos verwendete Bezeichnung „Dirne“ steht für eine Tempeldienerin, die auf Basis ihrer rechtlichen Einordnung unter anderem als Prostituierte den Anordnungen der Ištar-Priesterschaft Folge leistet.

## Epischer Kontext
Der Begegnung Šamḫats mit Enkidu – der bis dahin als wilder Tiermensch und Führer seiner Herde durch die Steppe Mesopotamiens streift – geht ein territorialer Konflikt voran. Enkidu zerstört die von einem zivilisierten Fallensteller errichteten Tierfallen, dieser wagt jedoch nicht, den mächtigen Enkidu anzugreifen. So befragt der Fallensteller seinen Vater, was zu unternehmen wäre. Dieser rät ihm, Šamḫat zu Enkidu entsenden zu lassen, damit sie ihn anhand ihrer Reize verführe und von seiner Tierherde entfremde. Den gleichen Rat soll er sich von Gilgamesch einholen, dem jugendlichen König Uruks. Vordergründig zielt somit die alsbald zur Tat umgesetzte Verführungszene auf die Schwächung Enkidus (durch Vereinzelung) bzw. auf die Bewältigung eines territorial-/ ökonomischen Konflikts. In der Erzählung des Gilgamesch-Epos aber erfüllt diese dem Enkidu gestellte Falle noch eine weitere Funktion, und zwar die eigentliche: Einkidu wurde von göttlicher Hand erschaffen (aus dem Lehm der Steppe) und soll dem unbändigen König Uruks als dessen Widerpart zugeführt werden, um ihn auf dem Wege der Freundschaft mit einem reifen Mann zu veredeln. Insofern dienen das Wirken des Fallenstellers und Šamḫats als Mittel zum Zweck, die Bestimmung, welche dem König Gilgamesch von den Göttern Uruks vorgesehen war, zu erlangen.

## Etymologie
Die Bezeichnung „Šamḫat“ leitet sich als weibliche Form vom Adjektiv „šamḫu“ ab, das in dieser Form als Superlativ für einen „schön geformten Körper mit üppigem Wuchs“ in Kombination mit „körperlich höchstem Wohlbefinden“ steht. „Šamḫu“ umfasst in seiner Grundform beide Geschlechter und steht daher auch als Synonym für die Ḫarimtum-Klasse, das in der jeweils entsprechenden Ausbildung als Name für jene Personen Anwendung findet, die sich entweder gewerbsmäßig prostituieren oder sexuelle Handlungen mit unterschiedlichen Personen vornehmen.

## Zitate aus dem Gilgamesch-Epos

### Bitte des Fallenstellers
Šamḫat wird im Epos auf Bitte des Fallenstellers von Gilgamesch beauftragt, Enkidu durch ihre Liebesdienste als Schützer der Tiere auszuschalten und dann durch weitere Maßnahmen vom Tiermenschen zum eigentlichen Menschen zu machen, d. h. zu zivilisieren (s. u.). Zuvor hatte sich der Fallensteller beklagt, dass kein Tier der Wildnis mehr in die aufgestellten Fallen gelangt, seit Enkidu begonnen hatte, diese zu zerstören und die Tiere der Steppe vor dieser todbringenden Gefahr zu warnen. Der um Rat befragte Vater spricht sodann:

„Geh, mein Sohn (Fallensteller), mit dir führe Šamḫat, die Dirne. Denn ihre Macht ist der eines mächtigen Mannes gleich…Er (Enkidu) wird sie sehen und sich ihr dann nähern. Fremd wird ihm seine Herde (dann) sein, in deren Mitte er aufwuchs…Gilgamesch sagt zu ihm, dem Fallensteller ‚Geh, mein Fallensteller, mit dir führe Šamḫat, die Dirne‘…Es ging der Fallensteller, mit sich führte er Šamḫat, die Dirne.“

Šamḫat kann Enkidu verführen. Nach einwöchigem Liebesspiel überredet Šamḫat Enkidu, nach Uruk zu gehen, da Enkidu durch Šamḫats Einwirken sich nicht mehr den Tieren der Steppe zugehörig fühlt. Šamḫat handelt nach dem Willen von Šamaš und Aruru, die Enkidu als ebenbürtigen Gegner wie auch Freund von Gilgamesch erschuf, um den jungen König von seinem diktatorischen Treiben in Uruk abzubringen. Enkidu macht sich auf Šamḫats Vorschlag auf den Weg nach Uruk:

„(Šamḫat zu Enkidu sprechend) Komm her (Enkidu), ich will dich leiten in die Mitte von Uruk,… dorthin wo Gilgamesch ist, vollkommen an Kraft und wo er wie ein Stier die jungen Männer seine Kräfte spüren lässt. Sie sprach mit ihm (Enkidu), gefällig war ihre Rede. (Enkidu antwortend): Komm Šamḫat, mich lade ein zum reinen Hause, dem hochheiligen Wohnsitz von Anu und Ištar, dorthin wo Gilgamesch ist, vollkommen an Kraft… Ich aber will ihn befehden, denn gewaltig ist meine Macht. Ich will mich rühmen in der Mitte von Uruk: ‚Der Starke bin ich‘…(Šamḫat antwortend): Geh, ganz rasch möge man sehen dein Gesicht… Geh Enkidu, nach Uruk, dorthin, wo junge Männer Leibriemen tragen. Tag für Tag gibt man ein Fest im Herzen der Stadt, dort, wo die Trommeln erdröhnen und wo Dirnen sind von vollkommener Schönheit, mit Reizen geschmückt und voller Freude… Lasse ab von deinem frevelhaften Plan. Gilgamesch ist's, den Šamaš liebt. Anu, Enlil und auch Ea versahen ihn mit tiefer Einsicht. Noch bevor du herkamst aus dem Hochland, sah Gilgamesch im Herzen Uruks dich im Traumgesicht.“

Šamḫats Warnung soll Enkidu zwar nicht vom Vorhaben abhalten, nach Uruk zu gehen, doch sollen Šamḫats Hinweise Enkidu deutlich machen, dass er mit seinem Plan nicht nur gegen Gilgamesch, sondern auch gegen die Götter handelt. Šamḫat spielt insofern auf die eigentliche Bestimmung Enkidus an:

„Dem Sturm seines (Gilgamesch) Herzen soll jener (Enkidu) Widerpart sein. Aneinander mögen sie sich messen, dass Uruk zur Ruhe kommen kann. Als Aruru diesen Wunsch vernahm, erschuf sie in ihrem Herzen Anus Befehl.“

### Ankunft im Hirtenlager
Auf dem Weg nach Uruk machen Enkidu und Šamḫat an einem Lager halt, wo Šamḫat den anwesenden Hirten Enkidu als neuen Helden präsentiert. Zugleich gibt sie Enkidu das notwendige Wissen, dass ihn zukünftig von den Tieren der Steppe unterscheidet. In der sich anschließenden Zeremonie, die auf das Akitu-Fest anspielt, wird Enkidu in den Stand eines „Hirtenkönigs“ erhoben:

„Dieser Bursche, wie gleicht er doch an Gestalt dem Gilgamesch… Wie ein Brocken des Anu sind stark seine Kräfte. Brot legten sie ihm vor. Bier stellten sie ihm hin… Ratlos schaute er in die Runde, (denn) Brot zu essen hatte er nie gelernt und Bier zu trinken blieb ihm unbekannt. Die Dirne (Šamḫat) öffnete ihren Mund und sagte zu Enkidu: Iß doch, Enkidu, vom Brot, das zum Menschen gehört. Trink doch Enkidu, vom Bier, das dem Kulturland bestimmt.“

Enkidu lernt nun, wie ein Mensch zu essen und sich mit Bier zu betrinken sowie im Rausch Lieder zu singen. Ein herbeigerufener Barbier befreit Enkidu von seinem Fell. Mit der nachfolgenden Ölung ist die Verwandlung in einen Menschen vollzogen. Selbst das Töten von Tieren, seinen ehemaligen Weggefährten, macht Enkidu nichts mehr aus. So wird er nachts zum Wächter der Hirten. Zu der Hirtengemeinschaft stößt ein junger Mann, in Uruk in das Hochzeitshaus eingeladen. Mit Šamḫat und Enkidu zieht er nach Uruk.